# أندريه مونك
أندريه مونك (بالبولندية: Andrzej Munk) (و. 1921 – 1961 م) هو مخرج أفلام، ومصور سينمائي، وكاتب سيناريو بولندي، ولد في كراكوف، كان عضوًا في حزب العمال البولندي الموحد، توفي عن عمر يناهز 40 عاماً، بسبب حادث مرور.

## التعليم
تعلم في المدرسة الوطنية للأفلام في وودج.

## وصلات خارجية
- أندريه مونك على موقع IMDb (الإنجليزية)
- أندريه مونك على موقع مونزينجر (الألمانية)
- أندريه مونك على موقع ألو سيني (الفرنسية)
- أندريه مونك على موقع أول موفي (الإنجليزية)
- أندريه مونك على موقع قاعدة بيانات الأفلام السويدية (السويدية)
- أندريه مونك على موقع قاعدة بيانات الفيلم (الإنجليزية)
- أندريه مونك على موقع كينوبويسك (الروسية)